# Religionsgemeinschaften im Irak

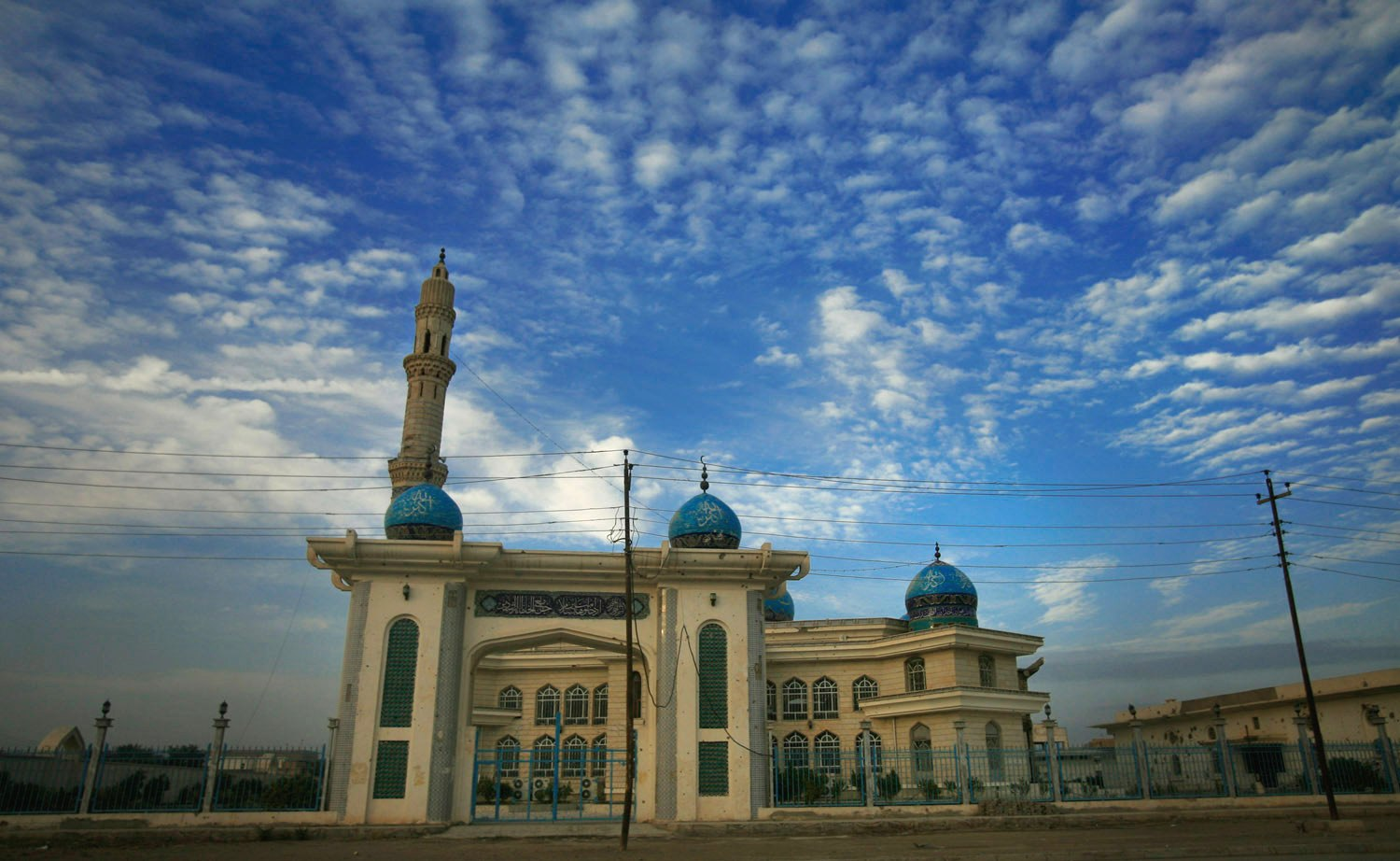
Moschee in Falludscha.

Die Religionsgemeinschaften im Irak sind nach dem Sturz Saddam Husseins wieder wichtige Faktoren im politischen Geschehen.

## Politische Lage
Die Situation im Irak nach dem Sturz Saddam Husseins ist komplex: Das Entstehen neuer politischer Gruppen, das Wiedererwachen traditioneller religiöser Bewegungen und die Geburt neuer Formierungen, die Rückkehr im Exil lebender Religionsführer und der Einfluss der angrenzenden Länder lassen einen Rahmen entstehen, vor dessen Hintergrund politische und religiöse Instanzen sich oft überschneiden und in dessen Inneren jede Gruppe sich den eigenen Platz im zukünftigen Irak sichern möchte.
Am offensichtlichsten war die Entwicklung der schiitischen Muslime: durch Massenkundgebungen und eine kapillare Organisation an der Basis versuchen die Schiiten, nach der Unterdrückung durch das Saddam-Regime ihre eigene Identität wieder zu festigen. Als in der Mehrheit lebende Konfession (63 % der Iraker sind Schiiten) geben die Schiiten zu verstehen, dass sie ein Mitspracherecht bei der Planung des neuen Irak fordern. Dabei gibt es jedoch auch Probleme, die nicht einfach zu lösen sind.
Zu diesen Problemen gehört das Modell einer theokratischen Nation, das einige Schiiten vor Augen haben, wobei sie auf die Notwendigkeit eines muslimischen Staates hinweisen, während einige schiitische Religionsführer den umgehenden Rückzug der Koalitionstruppen aus dem irakischen Territorium verlangen. In den Reihen der schiitischen Glaubensgemeinschaft haben sich im vergangenen Jahre einige junge radikale Religionsführer hervorgetan, die den eher moderaten traditionellen Klerus, der vorwiegend aus Religionsvertretern besteht, die bis vor kurzem im Exil gelebt haben, herausfordern. Eine weitere offene Frage ist das Ausmaß des schiitischen Nachbarlandes Iran und der libanesischen Hisbollah-Kämpfer.
Auf der anderen Seite hat die sunnitische Glaubensgemeinschaft, der 34 % der Iraker angehören, unter dem Sturz des Saddam-Regimes gelitten, denn zu den Zeiten der Baath-Partei wurde sie als Macht habende Gruppe betrachtet. Nach einer mühsamen Neuorganisierung nach Ende der kriegerischen Handlungen wurde die sunnitische Glaubensgemeinschaft mit dem Aufstieg des schiitischen Islam nach den Jahren der Unterdrückung unter Saddam konfrontiert. Im Laufe des Prozesses der Neuorganisierung konnten wahhabitische Elemente und Gruppen, die die antiwestliche Ideologie der Al-Qaida vertreten einschleichen.
Nach Ansicht verschiedener Beobachter soll diese antiwestliche Ideologie, die die Präsenz ausländischer Truppen im Irak ablehnt, zu einem zunehmenden Zusammenwachsen zwischen Schiiten und Sunniten geführt haben, zwischen denen eigentlich eine historische Spaltung besteht. Glaubwürdiger scheint jedoch die Annahme, dass ein „vorübergehendes Bündnis“ zwischen den beiden Zweigen der Anhänger des Propheten geschlossen wurde oder vielmehr zwischen einigen sunnitischen und schiitischen Gruppen und zwar zur Verfolgung gemeinsamer Ziele, vor allem zum Wiedererlangen der direkten politischen Souveränität über das Land.
Auch die im Wesentlichen in zwei Flügel gespaltene Gruppe der vorwiegend sunnitischen Kurden wollen sich trotz der internen Spaltung an der Regierung des Landes beteiligen. Die Kurden schließen sich zum einen in der Demokratischen Partei Kurdistan (KDP) unter Leitung von Masud Barzani und zum anderen in der Patriotischen Union Kurdistan (PUK) unter Dschalal Talabani zusammen. Die Anführer beider Gruppen gehörten dem Irakischen Regierungsrat an und verfügen über jeweils eigene Soldaten, die sogenannten Peschmerga.
Vor einem solchen Hintergrund betont auch die christliche Glaubensgemeinschaft mit ihren verschiedenen Konfessionen ihre Solidarität mit dem irakischen Volk und den Willen zum Aufbau geschwisterlicher Beziehungen zu den anderen religiösen Gemeinschaften und zur Teilnahme am Aufbau eines neuen Irak. Erwähnenswert ist auch die Tatsache, dass das vorwiegend durch die Caritas im Irak abgewickelte christliche Engagement im sozialen Bereich zur Unterstützung armer irakischer Familien oft auch nichtchristlichen Familien zugutekommt.

## Muslime

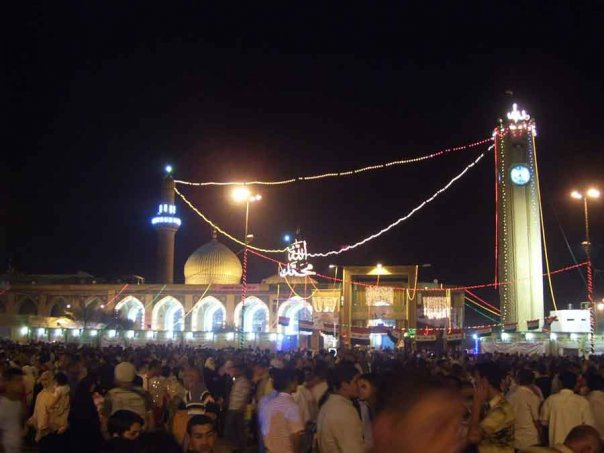
Abu-Hanifa-Moschee

### Schiiten

#### Dawa
Zu den bekanntesten schiitischen Gruppierungen gehört die 1950 gegründete Dawa-Partei, die älteste schiitische Bewegung im Irak. Nachdem mehrere Anführer dieser Gruppe unter Saddam ermordet worden waren, wurde die Bewegung ganz aufgelöst und unterdrückt, was dazu führte, dass viele Schiiten im Untergrund lebten. Unter Leitung von Scheich Muhammad Nasseri, der nach Ende des Krieges aus dem Exil im Iran zurückgekehrt war, saßen zwei Vertreter der Dawa-Bewegung im irakischen Regierungsrat. Nasseri hat mehrmals geäußert, dass die Zeit der Besatzung durch die Koalition nicht länger als sechs Monate dauern sollte. Heute stellt die Dawa-Partei, die zur Wahl am 30. Januar 2005 in die Vereinigte Irakische Allianz (United Iraqi Alliance [UIA])eingetreten war, in der neuen irakischen Regierung mit Ibrahim al-Dschafari den Ministerpräsidenten des Irak.

#### Oberster Islamischer Rat im Irak
Eine weitere schiitische Bewegung, die im Laufe des vergangenen Jahres von sich hören gemacht hat, ist der Oberste Rat für die Islamische Revolution im Irak (SCIRI) unter Muhammad Baqir al-Hakim, der jedoch im August 2003 bei einem Attentat in Nadschaf ermordet wurde. Hakim, der im Land tausende von Anhängern hatte, war ebenfalls aus dem Exil zurückgekehrt, in das er von Saddam verbannt worden war. Vor seinem Tod hatte er dem Regierungsrat seine Unterstützung zugesagt und diesen unter den schiitischen Gläubigen bekannt gemacht. Seinen Platz an der Spitze der Bewegung übernahm sein Bruder Abd al-Aziz al-Hakim, der enge Verbindungen mit dem Iran unterhält und für seine Bewegung einen Sitz im Regierungsrat erhalten hat. Dem bewaffneten Flügel des Revolutionsrates, der sogenannten Badr-Organization, gehören schätzungsweise zwischen 4.000 und 10.000 Männer an. Auch das SCIRI trat zur Wahl der UIA bei. In der neuen irakischen Regierung stellt das SCIRI unter anderem einen stellvertretenden Präsidenten, nämlich Adil Abd al-Mahdi, und den Innenminister Bayan Baqir Sulagh.

#### Großajatollah Ali al-Sistani
Der wichtigste schiitische Anführer des Irak ist der 85-jährige Ali al-Sistani, der vielleicht auch mit Blick auf die Verfolgungen unter dem alten Regime den Koalitionskräften gut gesinnt zu sein scheint. Al-Sistani hat viele Jahre im Gefängnis verbracht, weil er sich weigerte, ins Exil zu gehen. Während des Krieges befürwortete er die Intervention der Koalition. Heute konkurrieren zahlreiche junge schiitische Anführer auf der Suche nach einem Platz in der schiitischen Gemeinschaft mit ihm. Obschon er Vorbehalte hinsichtlich des damaligen Verfassungsentwurfs für den Irak geäußert hatte, vermied er stets Kritik an der Arbeit des Regierungsrates, in dem auch einige seiner Sympathisanten vertreten waren. Al-Sistani befürwortet die Trennung zwischen Staat und Religion und lehnt den Einsatz von Waffen ab, doch er fordert die Einhaltung der Fristen bei der Übergabe der Macht an die Iraker, nicht zuletzt auch weil unter den Schiiten die Unzufriedenheit hinsichtlich der Tätigkeit Politik der Koalition zunimmt. Nach Aussage vieler Beobachter nimmt er dabei eine „abwartende“ Haltung ein: er möchte nicht in Konflikt mit der amerikanischen Regierung geraten, die das Land von der Diktatur Saddams befreit hat, aber er wartet die Machtübergabe ab, um die numerische Überlegenheit der Schiiten in der neuen politischen Szene im Irak im Rahmen einer gewählten Regierung zu nutzen.

#### Bewegung von Muqtada as-Sadr
Zu den radikalen schiitischen Gruppen gehört die Bewegung unter Muqtada as-Sadr, dessen Vater von der Baath-Partei während der Jahre der Diktatur ermordet worden war. Al-Sadr lehnt die traditionellen schiitischen Anführer ab. Sein Basislager hat er in Nadschaf aufgeschlagen, von wo aus er die „amerikanischen Besatzer“ bekämpft. Al-Sadr, der von den Behörden der Koalition verfolgt wird, forderte in seinen Ansprachen stets islamische Gesetze und appellierte dabei an den irakischen Nationalstolz, wobei er sich als Gegenfigur zum wichtigsten Schiitenführer im Irak, dem Großajatollah Ali as-Sistani darstellte. Sadr verfügt schätzungsweise über etwa 10.000 Milizionäre und zahlreiche Anhänger vor allem im schiitischen Stadtviertel Bagdads, dass auch (nach seinem Vater) Sadr-City genannt wird. Den Koalitionstruppen drohte er mit dem Einsatz von Selbstmordattentätern, sollten sie in die heiligen schiitischen Städte Nadschaf und Kerbela eindringen. Nach Ansicht von Beobachtern wird al-Sadr vom Rest der schiitischen Glaubensgemeinschaft abgelehnt. Im neuen irakischen Kabinett sitzen drei Anhänger as-Sadrs.

### Arabische Sunniten
Unter den arabischen Sunniten hat sich vor allem die Gruppe um den islamischen Theologen Muhsin Abd al-Hamid hervorgetan, der Mitglied des irakischen Regierungsrates war. Hamid ist Anführer der Irakischen Islamischen Partei und gehört zu der Strömung der Islamischen Brüder. Aufgrund seiner gemäßigten Position kam es zum Streit mit dem als Professor für Islamkunde an der Universität in Bagdad unterrichtenden Ahmad el Kebeisey, der zu den Predigern beim Freitagsgebet in der Hanifa-Moschee im sunnitischen Stadtteil Bagdads gehört. Der Imam hatte bereits mehrmals anti-amerikanische Hassgefühle geschürt und zum Protest gegen die Koalitionstruppen aufgefordert.
Die anhaltenden Gefechte und Entführungen im Irak haben zum Entstehen neuer Gruppen im Irak geführt, darunter die Association of Muslim Scholars (AMS), die bekannt wurde, nachdem sie bei den Verhandlungen um den Waffenstillstand zwischen den sunnitischen Einheiten und den amerikanischen Truppen in Falludscha vermittelt und zur Freilassung von sieben entführten Chinesen beigetragen hatte.
Scheich Harith adh-Dhari, einer der Anführer dieser Vereinigung, erklärte, dass „die Organisation zwar religiös aber auch sozial und politisch“ sei und „im Interesse des Landes“ handle. Die Vereinigung entstand durch das Vakuum in den sunnitischen Reihen in der Zeit nach dem Krieg. Die Vereinigung ist auch nationalistisch geprägt und es gehören ihr wichtige Ulema der Abi Haanifa- und der Abd al Kadr-Moscheen in Bagdad an, was sie zu einer ziemlich einflussreichen Institution macht. Obschon sie im Regierungsrat nicht vertreten war, wurde dieser von ihr unterstützt, wobei sie erklärte, man identifiziere sich mit den Positionen der Irakischen Islamischen Partei. Die Vereinigung unterhält auch Verbindungen zur kurdischen Gemeinschaft und bemüht sich nach eigenen Aussagen um gute Beziehungen zu den Schiiten.

### Kurdische Muslime
Bei den im Wesentlichen in zwei Gruppen gespaltenen Kurden handelt es sich mehrheitlich ebenfalls um sunnitische Muslime. Die Kurden strebten trotz ihrer inneren Spaltung eine Beteiligung an der damals zukünftigen Regierung des Irak an. Die Kurden schlossen sich zum einen in der Kurdischen Demokratischen Partei (KDP) unter Masud Barzani und zum anderen in der Patriotischen Union Kurdistans (PUK) unter Dschalal Talabani zusammen. Beide waren im irakischen Regierungsrat vertreten und verfügen jeweils über autonome militärische Einheiten. Zur Wahl schlossen sie sich zur Demokratischen Patriotischen Allianz Kurdistans zusammen. In der neuen irakischen Regierung stellt die PUK mit Dschalal Talabani den Präsidenten.
Neben dem orthodoxen Islam und den Sufiorden gibt es verschiedene islamische Sondergruppen, deren Anhänger überwiegend Kurden sind, wie die Ahl-e Haqq (ähnlich den Aleviten und Alawiten), Schabak oder Haqqa.
Wegen ihrer Forderungen nach Autonomie (oder manchmal auch Sezessionsbestrebungen) wurden die Kurden unter Saddam Hussein verfolgt. Nach der Einrichtung der Flugverbotszone durch die Vereinten Nationen im Jahr 1991 wurde Kurdistan unter internationalen Schutz gestellt, was den Kurden das Erlangen einer gewissen Autonomie ermöglichte (Kurdische Autonome Region).

## Jesiden

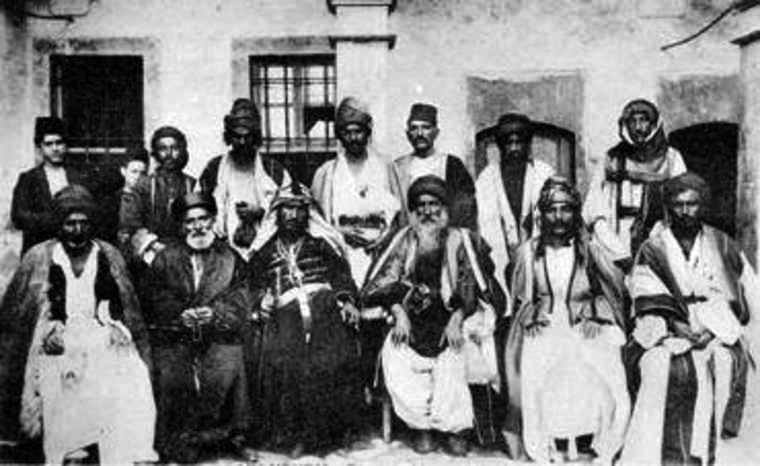
Jesiden-Führer: Treffen mit Chaldäischem Klerus in Mesopotamien im 19. Jh.

## Christen

### Assyrische Kirche
Auch die christlichen Assyrer hoffen nach dem Sturz des Saddam-Regimes darauf, dass sie zukünftig ihrer religiöse und kulturelle Identität im Irak wieder frei praktizieren können. Einer ihrer Vertreter, Younadem Kana, war der einzige Christ im Regierungsrat. Die christlichen Assyrer im Irak sind Mitglieder der Assyrischen Kirche des Ostens und zusammen mit der mit Rom unierten chaldäischen Kirche Nachfahren des altkirchlichen Katholikats von Seleukia-Ktesiphon. Die Assyrer wurden nach Machtantritt der Baath-Partei unter Saddam Hussein verfolgt und besitzen erst jetzt wieder eine gewisse Freiheit, was die verschiedenen Ausdrucksformen ihrer Kultur, ihrer Bräuche und ihres Kultes anbelangt.
Die Assyrische Kirche des Ostens ist eine selbständige (autokephale) nicht mit Rom, aber auch nicht mit den byzantinisch-orthodoxen Kirchen, unierte Kirche. Das ursprüngliche Siedlungsgebiet der Assyrer, die vor allem durch das Predigen von den Jüngern des Apostels Thomas, Mar Addai und Mar Mari, vom 1. bis zum 4. Jahrhundert nach Christus entstand, liegt großenteils im mesopotamischen Raum und im armeno-kurdischen Bergland im heutigen Syrien, Irak und Iran. Die Assyrische Kirche des Ostens wurde nach den Konzilien in Seleukia (410) und in Markabata (424) unabhängig und nennt ihren Patriarchen auch „Katholikos“.
Mitte des 15. Jahrhunderts erlebte die assyrische Kirche eine Zeit der Krise. Als Papst Julius III. 1553 den „chaldäischen Patriarchen“ Simon VIII. ernannte, begann die Spaltung zwischen der assyrischen und der chaldäischen Kirche, die bis heute anhält.
Doch seit der historischen Spaltung haben sich die Beziehungen zwischen Chaldäern und Assyrern wieder verbessert. Eine neue Ära des Dialogs und der guten Beziehungen begann nach der Unterzeichnung der gemeinsamen christologischen Erklärung durch Papst Johannes Paul II. und den Patriarchen Mar Dinkha IV. in Rom im November 1994. Im August 1997 hat die Heilige Synode der Chaldäischen Kirche und der Assyrischen Kirchen eine Dialogkommission eingerichtet, die sich mit der pastoralen Zusammenarbeite auf den verschiedenen Ebenen befassen soll.
Die Patriarchen, besonders Katholikos Shimun XXI., und die semi-autonomen Assyrer-Stämme beteiligten sich militärisch am Ersten Weltkrieg auf der Seite der Gegner des Osmanischen Reiches. Infolgedessen mussten viele Assyrer ihre angestammten Siedlungsgebiete in den Bergen um Qudshanis (Hakkâri, Türkei) verlassen und wurden als Flüchtlinge im Irak angesiedelt. Ihre Erwartung auf Rückkehr oder Autonomie fand keine Erfüllung. Nach der Unabhängigkeit des Irak (1932) wurden sie weithin als Feinde der Regierung betrachtet und Opfer von Massakern irakischer Soldaten. Im Gedenken an diese Vorkommnisse feiern die Assyrer den 7. August als Tag des „assyrischen Martyriums“. Heute leben rund 70.000 Assyrer im Nordirak, wo sie ihre eigene kulturelle, linguistische und religiöse Identität bewahren konnten. Seit den 1970er Jahren darf in assyrischen Grundschulen Syrisch (eine Spätform des Aramäischen) unterrichtet werden, nachdem die Regierung in Bagdad Assyrern und Turkomanen eigene Kultur- und Verwaltungsrechte zuerkannte.

### Syrisch-Orthodoxe Kirche
Der weitere Teil der irakischen Christen (Aramäer), die im Westen sogenannten Monophysiten, gehört zur Syrisch-Orthodoxen Kirche von Antiochien mit ihren Erzdiözesen Bagdad und Basra (Erzbischof Mor Severius Jamil Hawa), Mosul (Erzbischof Mor Gregorius Saliba Shamoun) und der Erzdiözese des Klosters Mor Mattai (Erzbischof Mor Dioskoros Luka Sha'ya).

### Katholiken
Die Katholiken im Irak gehören neben der chaldäischen Kirche drei weiteren in neuerer Zeit entstandenen Kirchen an:

#### Chaldäisch-Katholische Kirche
Die chaldäische Bevölkerung, der die meisten Christen im Irak angehören, ist nach den Arabern und Kurden die drittgrößte Volksgruppe im Land: ihre Präsenz war im Berufsleben, sowie in Gesellschaft und Verwaltung im Irak immer wichtig. In der Zeit nach dem Sturz von Saddam Hussein haben die Christen versucht, sich eine eigene Position im politischen und gesellschaftlichen Leben zu schaffen, wobei sie sich für einen pluralistischen laizistischen Staat einsetzen, der alle religiösen Minderheiten mit Respekt begegnet.
Trotz der positiven Ausgangssituation war es infolge von späteren Spannungen im Land erneut zu Drohungen gegen die christliche Glaubensgemeinschaft gekommen, die in verschiedenen irakischen Städten und insbesondere in Mosul von extremistischen Gruppen ausgesprochen worden waren. Die politischen Spannungen zwischen Sunniten und Schiiten eröffneten den Christen keine sicheren Perspektiven. Christliche Familien verließen daraufhin auch die Hauptstadt Bagdad und siedelten in die nördlichen Landesteile um, wo sie sich sicherer fühlten.
Die Christen legen großen Wert darauf, als vollwertige Iraker betrachtet zu werden: Christen leben in dieser Region, die vom Irak bis nach Indien reicht, bereits seit der Zeit des Apostels Paulus, der ab 40 nach Christus unter den Völkern des Nahen Ostens predigte.
Die heutigen Christen sind Nachfahren dieser Völker, die sich auch unter der arabischen Besatzung im 7. Jahrhundert nicht zum Islam bekehren ließen. 70 % der irakischen Christen sind Anhänger der chaldäischen Kirche. Insgesamt leben im Irak rund 800.000 Christen, die damit rund 3 % der der Bevölkerung ausmachen. Dabei handelt es sich überwiegend um altorientalische Christen und Katholiken. Protestanten gibt es im Irak erst seit wenigen Jahren.
Die meisten irakischen Christen sind Chaldäer. Diese Kirche entstand ab 1553 durch Unionen der assyrischen Kirche mit dem Papst in Rom. Sitz des Patriarchats ist heute Bagdad. Nach dem Tod des Patriarchen Raphael I. Bidawid wurde der emeritierte Weihbischof Emmanuel III. Delly, 76 Jahre, zu dessen Nachfolger im Amt des chaldäischen „Patriarchen von Babylon“ ernannt. In einem mehrheitlich muslimischen Umfeld lebt eine sehr lebendige chaldäische Glaubensgemeinschaft, die sich vor allem der Katechese und der Erziehung widmet: in Bagdad gibt es ein Patriarchalseminar und vor kurzem wurde dort auch das Kolleg von Babylonien gegründet, das als Patriarchalkolleg mit der Päpstlichen Urbaniana-Universität unter Leitung der Kongregation für die Evangelisierung der Völker assoziiert ist. Dieses Kolleg bietet Kurse für Philosophie und Theologie an, die von Priesteramtskandidaten und Laien besucht werden können.
Die Liturgie- und Theologiesprache der chaldäische Kirche ist eine Spätform des Aramäischen. Da jedoch ein Großteil der Gläubigen Arabisch spricht wird die arabische Umgangssprache der Bevölkerung zunehmend bei Lesen von Gebeten, Bibelstellen und einigen Liturgischen Formeln benutzt und die Heilige Messe oft zweisprachig gestaltet. Der Religionsunterricht findet, abgesehen von den Bergdörfern im Norden des Irak, wo noch heute Aramäisch gesprochen wird, in Arabisch statt.
Im Irak gibt es auch zwei chaldäische Schwesterngemeinschaften: die Schwestern vom Heiligen Herzen und die Töchter von der Makellosen Maria. In der chaldäischen Kirche gibt es zudem Mönche, die missionarisch tätig sind: die chaldäischen Mönche gründeten ursprünglich ihre Klöster in der Bergregion im Norden des Irak, wo sie die kurdischen Dörfer besuchten und dies auch heute noch tun, in Schulen als Lehrer unterrichten und Religionsunterricht geben. Aus den Bergen kamen sie nach Mossul und schließlich nach Bagdad, wo sich heute der Sitz des Generaloberen befindet. Die chaldäischen Mönche haben heute 400 Klöster im Irak und eines in Rom sowie eine Mission in Amerika. Heute leben im Irak über 700.000 chaldäische Christen. Etwa ebenso viele leben in chaldäischen Diasporagemeinden auf der ganzen Welt.
Die Chaldäische Kirche war zur Zeit Saddam Husseins staatstragend. Ein bedeutendes Mitglied war der Ministerpräsident Tariq Aziz.

#### Syrisch-katholische Kirche
Insgesamt leben im Irak 75.000 Christen der syrisch-katholischen Glaubensgemeinschaft in den beiden Diözesen Bagdad und Mosul. Syrisch-katholischer Erzbischof von Bagdad ist Yousif Abba, während das syrisch-katholische Erzeparchie Mosul von Younan Hano geleitet wird.
Im Irak leben syrisch-katholische Gläubige sowohl im Süden als auch im Norden: es gibt eine kleine Gemeinde in Basra, in Bagdad leben rund 30.000 syrisch-katholische Gläubige; in Kirkuk und Mosul sind es insgesamt rund 45.000. Liturgiesprache ist vor allem in den Städten Arabisch, während überwiegend in den ländlichen Gebieten um Mosul, aber auch in Baghdida mit seinen rund 25.000 Gläubigen weiterhin Aramäisch als Liturgiesprache benutzt wird. Das Patriarchat der syrisch-katholischen Kirche hat seinen Sitz in Beirut (Libanon).

#### Armenisch-katholische Kirche
Die Gemeinden der armenisch-katholischen Glaubensgemeinschaft im Irak stammen vor allem von den Auswanderern und Zwangsdeportierten ab, die 1915 infolge der Massaker im Zuge des Völkermords an den Armeniern unter dem Regime der Jungtürken in das Land kamen (siehe auch Christentum in der Türkei).
In Bagdad führen die armenischen Schwestern eine Schule, die von rund 800 jeweils zur Hälfte armenischen und muslimischen Schülern besucht wird. Im Irak leben rund 2.000 armenisch-katholische Gläubige unter Leitung von Bischof Andon Atamian. Bis in die 1990er Jahre lebten im Irak rund 20.000 bis 30.000 armenische Gläubige der orthodoxen und der katholischen Kirche. Während der letzten zehn Jahre verließen viele das Land infolge der Armut.

#### Katholiken des lateinischen Ritus

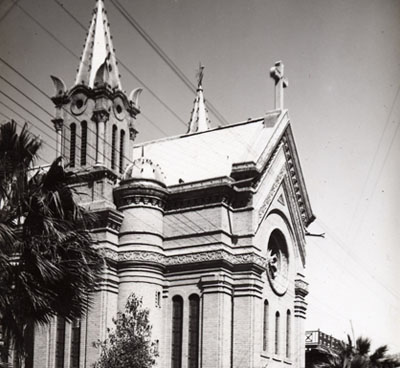
Lateinische Kirche in Bagdad

Seit drei Jahrhunderten arbeiten im Irak zahlreiche Missionare des lateinischen Ritus eng mit der chaldäischen Glaubensgemeinschaft zusammen: Ordensleute der lateinischen Kirche sind in Bagdad und im Norden des Landes in der Seelsorge in den chaldäischen Gemeinden tätig, sie geben Religionsunterricht für Kinder und Jugendliche oder spenden die Sakramente und engagieren sich nicht zuletzt auch für die Armen. Missionare der lateinischen Kirche lernen Arabisch und kennen Liturgie und Tradition der chaldäischen Kirche und integrieren sich vollständig in die einheimische Kultur.
Im Irak leben und arbeiten Redemptoristen, Dominikaner, Karmeliten, Salesianer und chaldäische Mönche aus dem Libanon. Unter den Schwesternorden sind folgende im Irak tätig: die Franziskaner-Missionsschwestern, Dominikanerinnen von der Darstellung der Jungfrau von Tours (die das St.-Raphael-Krankenhaus in Bagdad verwalten); Dominikanerinnen von der hl. Katharina von Siena, die Kleinen Schwestern von Jesus und die Missionarinnen von der Nächstenliebe, die nach dem Vorbild von Mutter Teresa von Kalkutta arbeiten und vor allem behinderte Kinder betreuen. Die Katholiken des Lateinischen Ritus (rund 2500) leben größtenteils in Bagdad und werden von Erzbischof Jean Benjamin Sleiman betreut.

## Mandäer
Im südlichen Irak leben heute noch einige Tausend bis Hunderttausend Mandäer. Da der Islam die Mandäer als sogenannte „Buchreligion“ duldet, waren sie unter islamischer Herrschaft eine geschützte religiöse Minderheit und konnten ihren Glauben ausüben. Auch sie erfuhren unter Saddam Hussein Toleranz und sind nunmehr der verstärkten Verfolgung durch islamistische Kreise, die ihre Religion als nicht durch den Islam geduldet ansehen, ausgesetzt. Zudem entfiel für sie das politische Instrument, das sie durch den Religionsrat unter dem Baath-Regime, in dem sie vertreten waren, hatten.

## Judentum
Im Irak lebten im Jahr 1948 noch 135.000 Juden, die Hälfte davon lebte in Bagdad. In den Jahren 1946 bis 1950 kam es zu zahlreichen Ausschreitungen gegen die jüdische Minderheit. Erst 1950 durften Juden aus dem Irak auswandern. Die Irakische Regierung war wie die anderen islamisch-arabischen Staaten gegen den Zionismus. Nach wiederholten Repressalien seitens des irakischen Staates begann die israelische Regierung damit, bis 1952 95 Prozent der Juden per Luftbrücke nach Israel zu überführen. 1958 wurde den Juden der Status als jüdische Gemeinde aberkannt, woraufhin erneut zahlreiche Juden auswanderten. Heute leben nur noch 28 Juden im Irak.

## Zoroastrier
Die Zahl der Zoroastrier steigt in den vergangenen Jahren insbesondere durch Konversionen ehemaliger Muslime an. Derzeit suchen die Zoroastrier die Anerkennung eines offiziellen Status für ihre Religion in der Kurdischen Autonomen Region.